# Settimana Internazionale Coppi e Bartali
Die Settimana Internazionale Coppi e Bartali (deutsch Internationale Coppi- und Bartali-Woche) ist ein fünftägiges Straßenradsport-Etappenrennen, das in der italienischen Emilia-Romagna ausgetragen wird. Es ist nach den beiden italienischen Radsport-Legenden Fausto Coppi und Gino Bartali benannt.
Bis 1994 wurde das Rennen auf Sizilien ausgetragen. Die Ausgaben 1996 und 1997 fanden auf Sardinien statt, seit 1999 in der Emilia-Romagna, zuerst unter dem Namen Memorial Cecchi Gori (1999 und 2000), dann unter dem heutigen Namen. Es hat das aktuelle Fünf-Tage-Programm aus der Ausgabe 2004 übernommen. Die Settimana Internazionale gehört seit 2005 zum Rennkalender der UCI Europe Tour. Der Wettkampf ist in die UCI-Kategorie 2.1 eingestuft. Die Austragung findet alljährlich Ende März statt.
Das Rennen wird durch die Gruppo Sportivo Emilia organisiert, die u. a. den Giro dell’Emilia, die Trofeo Laigueglia, Per sempre Alfredo und die Settimana Ciclistica Italiana organisiert.
An den fünf Tagen werden insgesamt sechs Etappen gefahren, darunter zwei Halbetappen am ersten Wettkampftag, wovon es sich bei einer um ein Mannschaftszeitfahren handelt.

## Palmarès
| Jahr | Sieger               | Zweiter               | Dritter              |
| ---- | -------------------- | --------------------- | -------------------- |
| 1984 | Moreno Argentin      | Stefan Mutter         | Johan van der Velde  |
| 1985 | Laurent Fignon       | Bruno Wojtinek        | Giuseppe Saronni     |
| 1986 | Giuseppe Saronni     | Moreno Argentin       | Federico Ghiotto     |
| 1987 | Maurizio Rossi       | Daniele Caroli        | Rolf Sørensen        |
| 1988 | Adriano Baffi        | Giuseppe Saronni      | Camillo Passera      |
| 1989 | Bruno Leali          | Pierino Gavazzi       | Steven Rooks         |
| 1990 | Rolf Sørensen        | Steven Rooks          | Claudio Chiappucci   |
| 1991 | Phil Anderson        | Giuseppe Petito       | Maximilian Sciandri  |
| 1992 | Moreno Argentin      | Alex Zülle            | Phil Anderson        |
| 1993 | Michele Bartoli      | Luboš Lom             | Paolo Fornaciari     |
| 1994 | Rodolfo Massi        | Michele Coppolillo    | Jewgeni Bersin       |
| 1996 | Gabriele Colombo     | Adriano Baffi         | Maurizio Fondriest   |
| 1997 | Roberto Petito       | Claudio Chiappucci    | Alessandro Bertolini |
| 1999 | Romāns Vainšteins    | Gianmario Ortenzi     | Paolo Bettini        |
| 2000 | Paolo Bettini        | Wladimir Belli        | Marco Velo           |
| 2001 | Ruslan Ivanov        | Dario Frigo           | Fredy González       |
| 2002 | Francesco Casagrande | Peter Luttenberger    | Cadel Evans          |
| 2003 | Mirko Celestino      | Francesco Casagrande  | Franco Pellizotti    |
| 2004 | Giuliano Figueras    | Mirko Celestino       | Michele Scarponi     |
| 2005 | Franco Pellizotti    | Mauro Facci           | Damiano Cunego       |
| 2006 | Damiano Cunego       | Vincenzo Nibali       | Mario Aerts          |
| 2007 | Michele Scarponi     | Riccardo Riccò        | Luca Pierfelici      |
| 2008 | Cadel Evans          | Stefano Garzelli      | Vincenzo Nibali      |
| 2009 | Damiano Cunego       | Cadel Evans           | Massimo Giunti       |
| 2010 | Ivan Santaromita     | Przemysław Niemiec    | José Serpa           |
| 2011 | Emanuele Sella       | Diego Ulissi          | Stefano Pirazzi      |
| 2012 | Jan Bárta            | Bartosz Huzarski      | Diego Ulissi         |
| 2013 | Diego Ulissi         | Damiano Cunego        | Miguel Ángel Rubiano |
| 2014 | Peter Kennaugh       | Dario Cataldo         | Matteo Rabottini     |
| 2015 | Louis Meintjes       | Ben Swift             | Matija Kvasina       |
| 2016 | Sergei Firsanow      | Mauro Finetto         | Gianni Moscon        |
| 2017 | Lilian Calmejane     | Toms Skujiņš          | Egan Bernal          |
| 2018 | Diego Rosa           | Bauke Mollema         | Richard Carapaz      |
| 2019 | Lucas Hamilton       | Damien Howson         | Nick Schultz         |
| 2020 | Jhonatan Narváez     | Andrea Bagioli        | João Almeida         |
| 2021 | Jonas Vingegaard     | Mikkel Frølich Honoré | Nick Schultz         |
| 2022 | Eddie Dunbar         | Ben Tulett            | Marc Hirschi         |
| 2023 | Mauro Schmid         | James Shaw            | Ben Healy            |
| 2024 | Koen Bouwman         | Archie Ryan           | Diego Ulissi         |
| 2025 |                      |                       |                      |